# 台藏塔遗址
台藏塔遗址是唐代至高昌回鹘王国时期单体佛寺遗址，是新疆维吾尔自治区境内体量最大且保存较为良好的同年代佛寺遗址 。遗址是第五批全国重点文物保护单位。

## 地理信息
台藏塔遗址位于中华人民共和国新疆维吾尔自治区吐鲁番市高昌区三堡乡尤喀买里村，地处吐鲁番盆地北缘和火焰山南麓戈壁滩之间的冲积平原中，拥有较为平坦的地势。地理坐标为东经89°31′5.89″，北纬 42°52′6.49″。台藏塔位于吐鲁番市东侧约40千米，高昌故城、阿斯塔那古墓群、胜金口石窟寺、柏孜克里克千佛洞等古代高昌文明遗迹坐落在其附近。台藏塔遗址附近的居民主要为维吾尔族农民。

## 主要遗迹

### 台藏塔

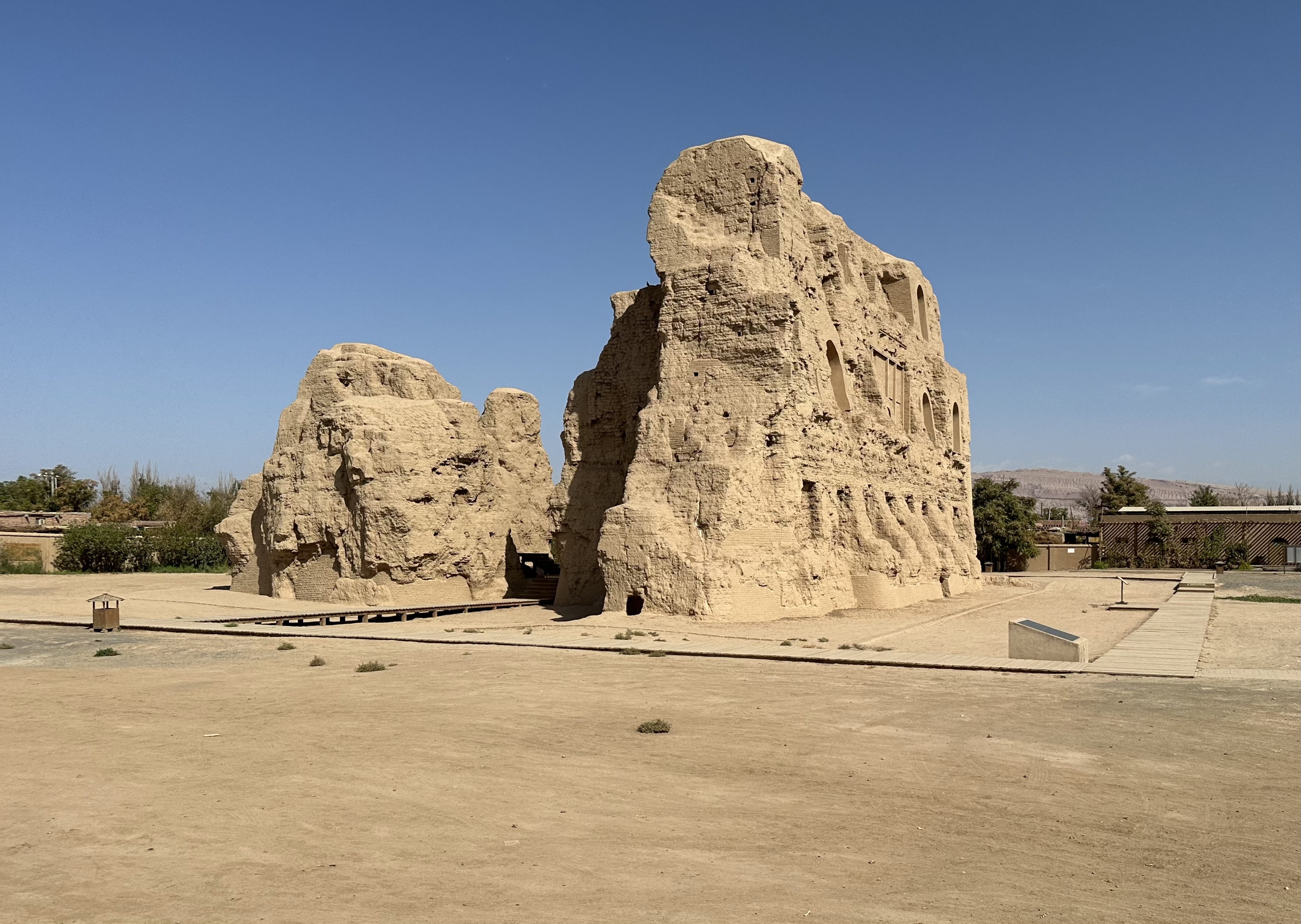
台藏塔遗址 侧面

台藏塔继承健驮逻国建筑的风格。其主体占地面积939平方米，南北长约22米，东西残长约35米，是平面呈“回”字形的方形佛寺，朝向南偏西。台藏塔残高超过19米，塔壁基部厚8至12米，塔外墙由黄土夯筑而成，内侧则采用土坯错缝砌筑，台藏塔每面墙残留有许多絍木孔。台藏塔塔身外壁向上逐层收分，大致分为三层台阶，东南壁和东北壁墙保存较为良好，东南壁北部已坍塌，在东南壁下有残高1.5米，残宽2米的土坯台，东南壁最下层高7.4米，中层高5.4米，顶层残高 6.3米，每层均有佛龛。东北壁西段被水冲毁，其形制与东南壁大致相同，不过最下为无佛龛的台基。西北和西南壁损毁严重，并存在现代水井和窑洞，台藏塔的门位于西南壁中部，宽约4.5米。在塔身东南角8米高的墙体上有宽1米，高1.7米的洞口，内有暗道。台藏塔遗址出土有少量陶片以及一件陶纺轮，另外还出土有光绪通宝和新疆红钱钱币，在墙体夹缝中出土过唐日历残页文书。

#### 佛龛
台藏塔遗址的现存有32个佛龛。不过大多已经坍塌。只有东南壁和东北壁的佛龛幸存，东南壁有上层6个、中层7个、下层8个共三层佛龛，佛龛之间的间距2米，东北壁墙有两层佛龛，其中上层5个，下层6个。佛龛中保存最为完好的是东南壁上层最北的佛龛，该佛龛平面呈长方形，宽1.7米，高3.8米，进深超过1.7米。采用先在墙壁上凿出龛位，后用土坯砌壁，龛顶有三层土坯。龛内存在基座和壁画。基座平面呈长方形，土坯砌垒，其上的塑像无处可寻。龛内壁画下有草泥制成的地仗，上有白灰，龛顶主要是圆团花图案和其内部的绿蔓草图案，装饰有绿色圆环和绿色菱形纹路，圆团花图案外有绿色和黑色相互缠绕的蔓草图案。

### 墓葬

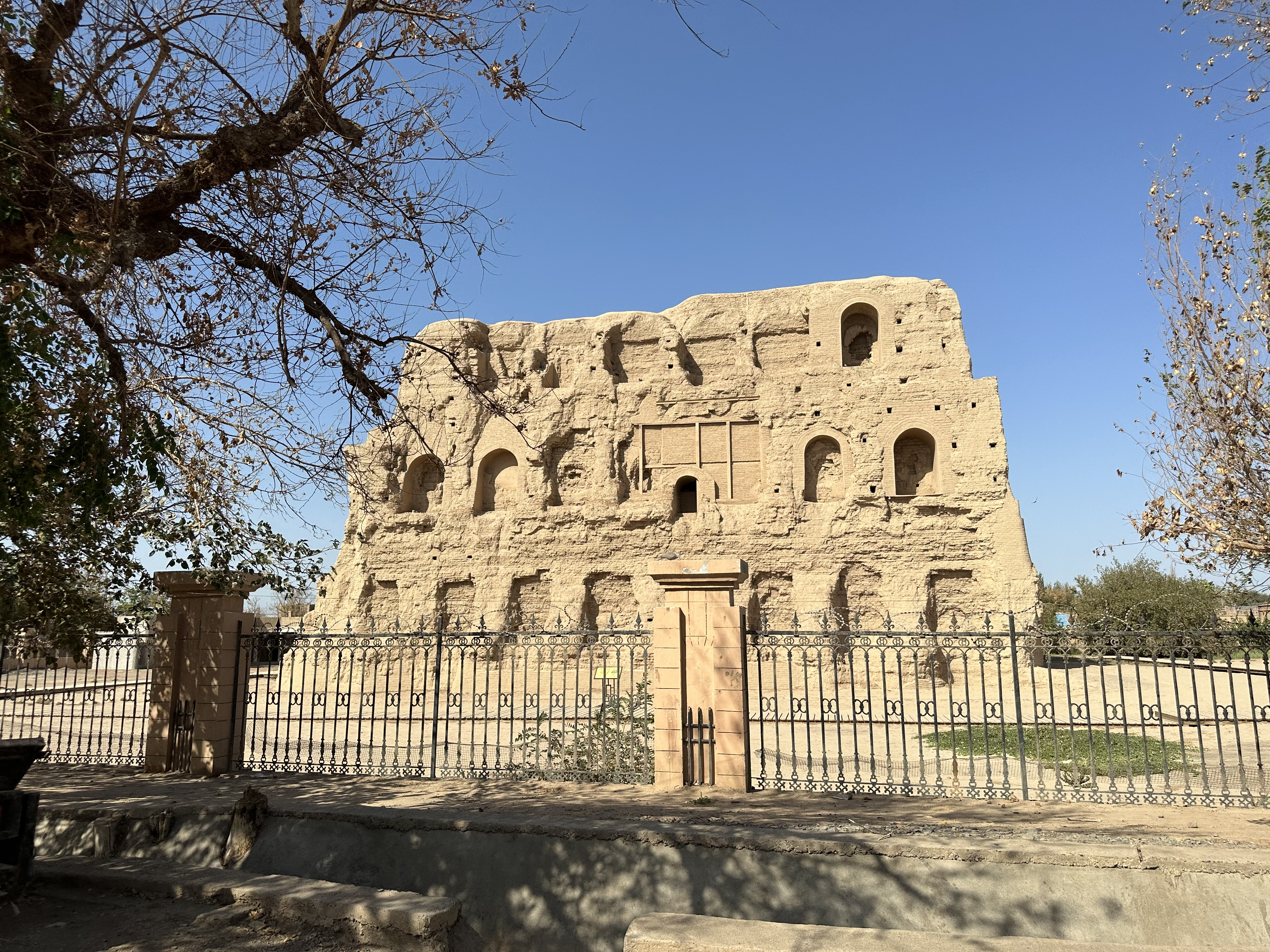
台藏塔遗址

台藏塔遗址之下有2座五胡十六国时期的墓葬，其一位于西南壁下，另一处位于台藏塔内北角。西南壁下墓葬填土为青沙土。形制为斜坡墓道洞室墓，墓道、墓门、过洞、封门、墓室和耳室等部分共同构成墓葬。墓室平面为梯形，圆弧顶有藻井，宽3.4到3.6米，长3.5米，高约1.6米。墓室内的人骨和遗物被扰乱，至少存在有2个个体。北角的墓葬填土为青沙土。是由墓道、墓门、过洞、封门、墓室5部分构成的斜坡墓道单室墓。墓室平面为梯形，圆弧顶有藻井，宽2.9到约3.1米，长2.9米，高1.6米有余。墓底铺有青色土坯。有1具仰身直肢一次葬人骨，位于西北侧，头骨位于墓室北侧，头向西南。墓主为成年女性，颈部附近有银饰。墓葬出土有陶器、金器、银器、铜器、钱币等器物。

## 历史
史籍中未见有关于台藏塔建筑的明确记载。佛教最迟于公元3世纪末传入高昌地区。北凉治理高昌时，佛教成为国教。到了麴氏高昌时期，由于麴伯雅与麴文泰等人对佛教的推崇，佛教在高昌的传播进入了繁盛时期，逐渐成为西域佛教中心之一。佛教的盛行，开窟、建塔逐渐的成为当时社会的风潮，台藏塔可能于此时修建。唐西州、回鹘高昌时期，佛教在当地依然是主流宗教。直到14世纪末，察合台汗国统治者黑的儿火者在高昌地区推行伊斯兰教，佛教在当地逐渐消亡，大量佛教寺院、石窟被毁，其中就包括台藏塔。台藏塔是进行重大佛事活动的场所，其规格较高且有可能与高昌的统治阶层有所关联。其判断依据包括台藏塔地处高昌城到高昌王陵中疑似麴文泰墓的必经之路上，加上台藏塔外形，尤其是佛龛的制作方法相比于如高昌故城和交河故城的佛塔等当地佛塔更为讲究。塔内原有一尊头部突出的大佛像，不过在20世纪初时被当地民众摧毁。

## 保护、发掘与修复

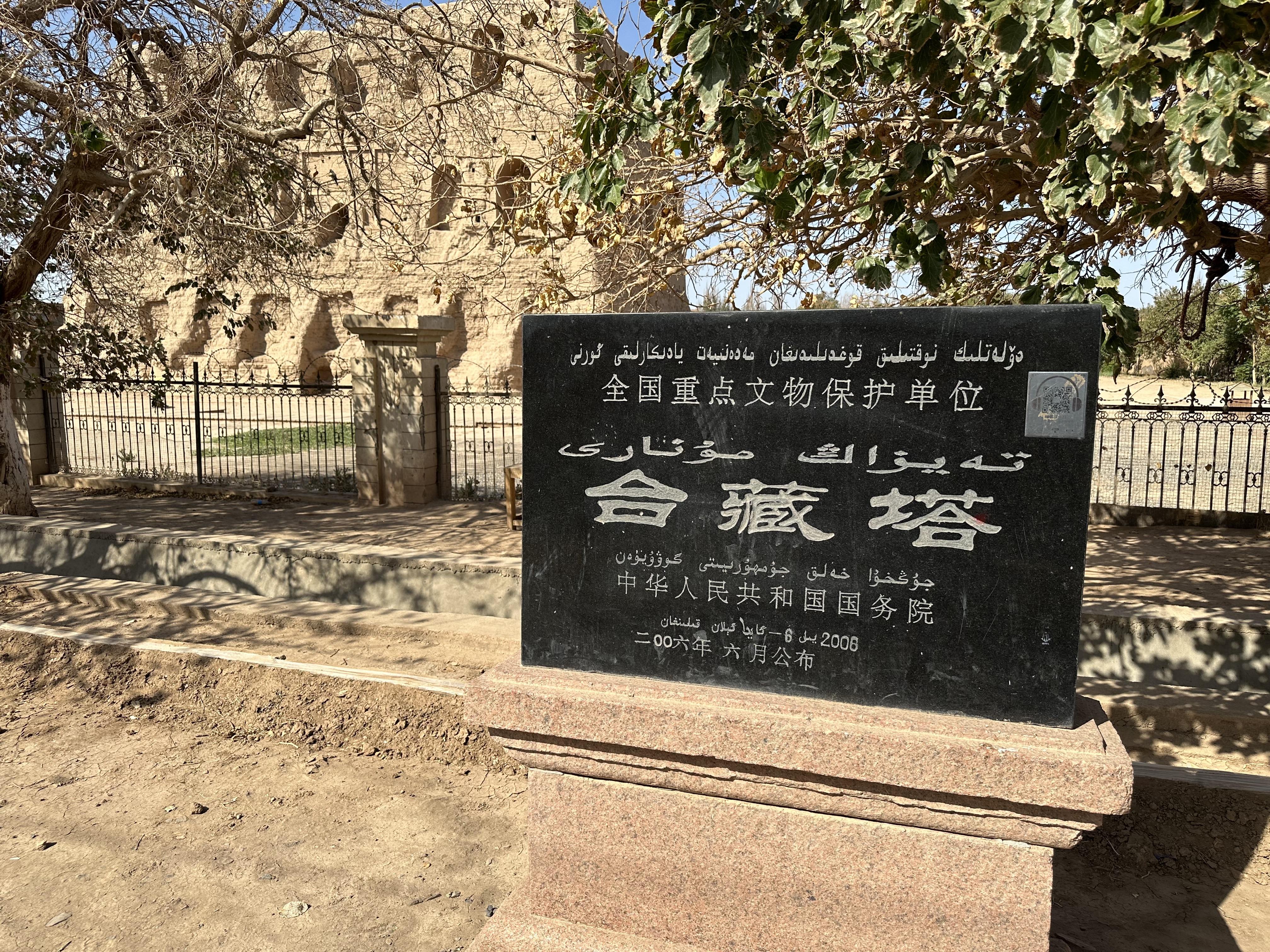
台藏塔 文保碑

20世纪初，俄国东方学家谢尔盖·奥登堡、英国冒险家马尔克·奥莱尔·斯坦因等人先后前往台藏塔遗址考察。60年代，台藏塔被列为新疆维吾尔自治区文物保护单位，1988年，在第二次全国文物普查中，台藏塔遗址被调查、建档。台藏塔遗址长期面临着来自风或水的侵蚀作用的威胁，动物建巢、鸟类停留等也会对破坏台藏塔遗址。除自然因素外，历史上遗留的卯孔和掏挖痕迹、周围居民生活产生的污水和垃圾等污染、农牧生产等人类活动同样威胁着台藏塔遗址的安全。为了保护台藏塔遗址，2001年，台藏塔遗址被中华人民共和国列为第五批全国重点文物保护单位。2003年开始，吐鲁番地区文物局委托新疆文物古籍保护中心对《台藏塔遗址可行性研究报告》进行论证。2008年夏、秋季，在丝绸之路新疆段重点文物保护项目工程中，新疆文物考古研究所抢救发掘了台藏塔遗址，共清理出1座佛塔和2座墓葬。
2009年3月，台藏塔遗址修缮工程开工，并于2010年12月竣工。修缮工程投资超过400万元人民币，由陕西古建设计研究所设计。工程通过土坯砌筑、灌浆抹缝、锚杆加固等措施提升了遗址可靠度。2011年，中华人民共和国国家文物局批复了台藏塔遗址保护设施建设方案，台藏塔遗址基础保护设施建设项目得以实施。该项目投资近80万元人民币，由新疆乌鲁木齐园林设计研究院设计，设施建设包括为遗址建设管理用房、大门、围墙等。除此之外，生活在台藏塔遗址周围的居民迁至他处居住。台藏塔遗址后成为吐鲁番历史文化精品景区。